# Recul d'une arme à feu

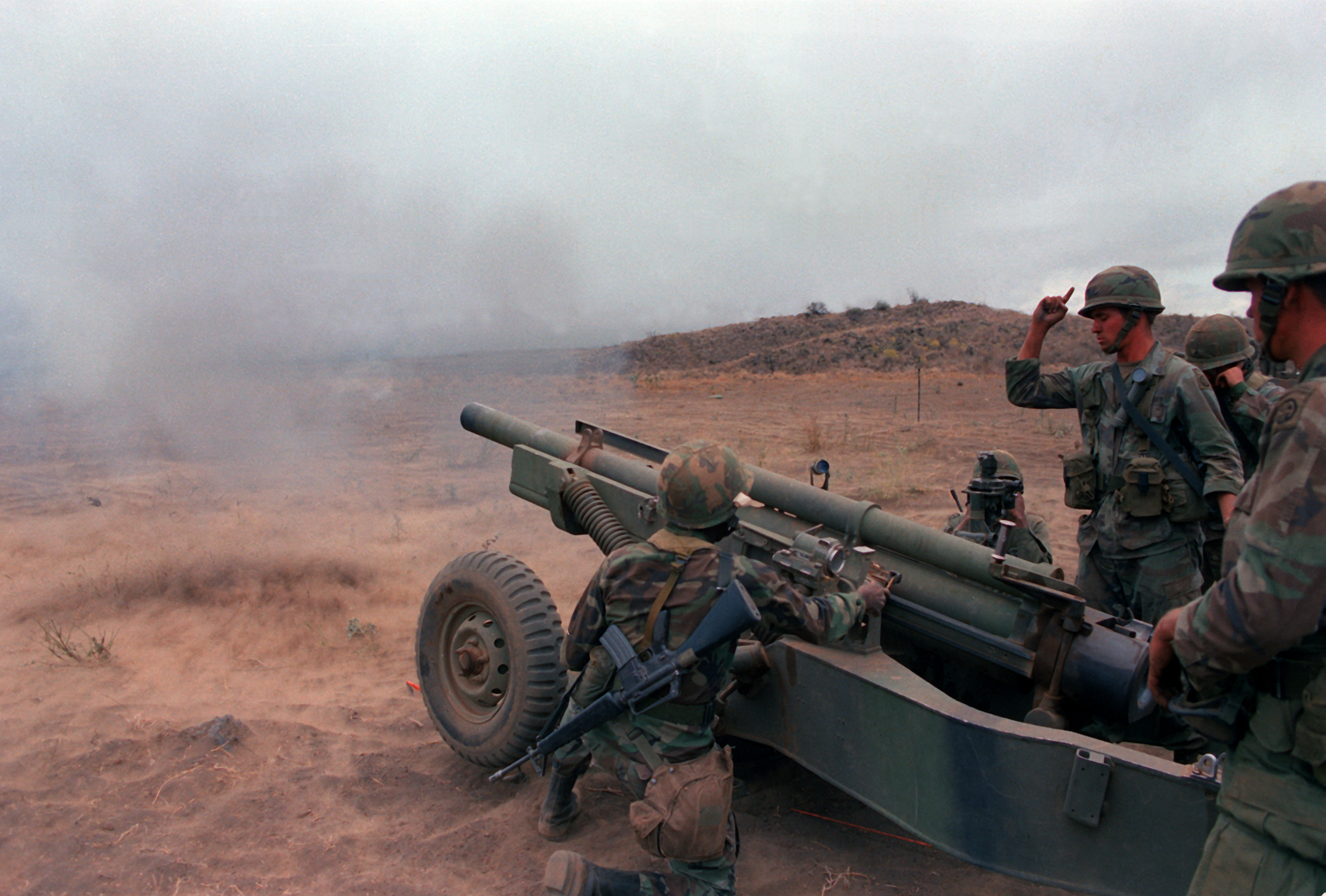
L'effet du recul ramène le tube de ce canon de type Howitzer 105 mm M102 vers l'arrière.

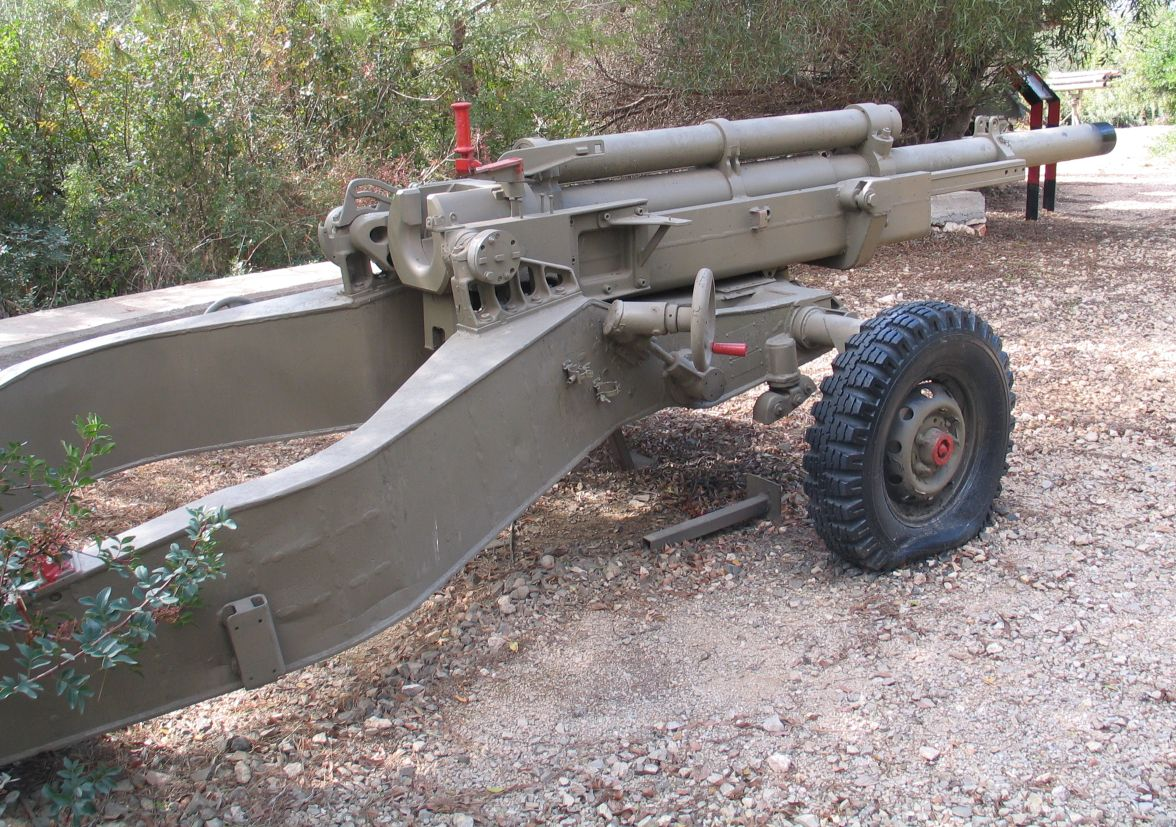
La même arme en position de repos.

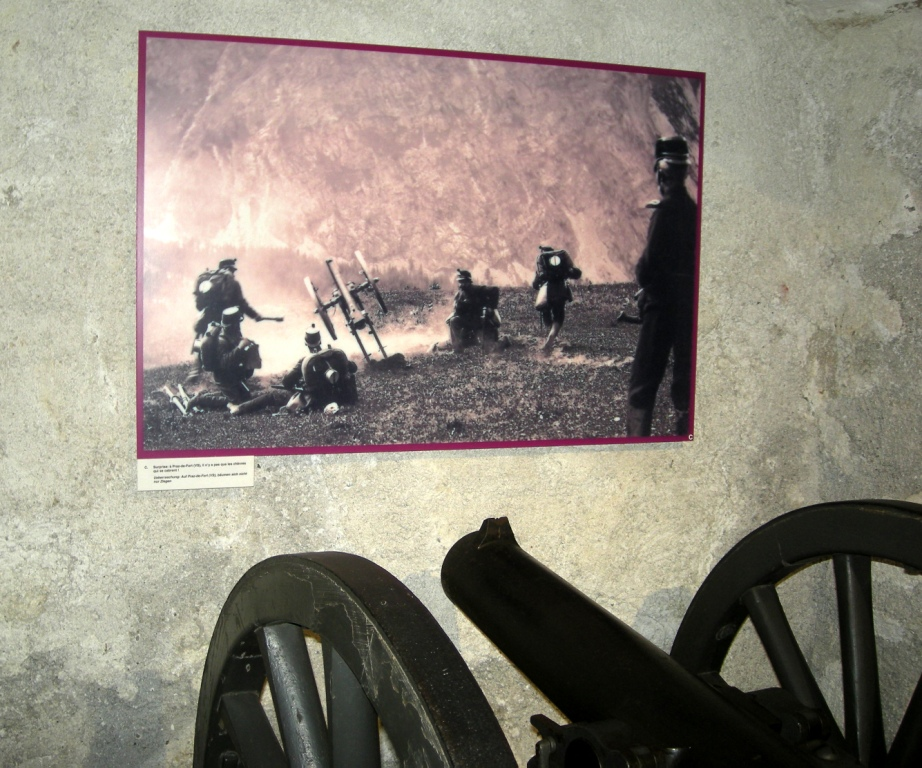
Recul d'un canon.

Le recul d'une arme à feu est la réaction d'une arme consécutive au tir, qui se traduit par son déplacement en arrière, à moins que l'énergie en soit absorbée pour l'essentiel par le bras du tireur ou l'affût de l'arme, selon le type d'arme. En termes de mécanique, le recul est la composante de la quantité de mouvement dirigée vers l'arrière et qui est égale, en application du principe de la conservation de la quantité de mouvement, à la quantité de mouvement du projectile et des gaz.

## Principe physique
L'explosion de la charge propulsive de la munition libère de l'énergie. Cette énergie est concentrée par le canon et la culasse de l'arme pour être conférée au maximum au projectile afin de l'éjecter du canon.
Le principe physique est celui de la conservation de quantité de mouvement. Sans action extérieure, la déflagration provoque le mouvement du projectile et de l'arme qui se voient conférés la même quantité de mouvement {\displaystyle p}, donnée par la relation :
{\displaystyle p=m_{1}\,v_{1}=m_{2}\,v_{2}}
où m1 et v1 désignent respectivement la masse et la vitesse du projective, et m2 et v2 désignent la masse de l'arme et sa vitesse de recul.
Le projectile et l'arme auront chacun une énergie cinétique {\textstyle E_{c}={\frac {1}{2}}\,m\,v^{2}} distincte.
Le projectile étant moins massif que l'arme, la quasi-totalité de l'énergie du coup lui sera conférée (sous forme d'énergie cinétique et donc de vitesse).
Dans la pratique, la force de recul est souvent utilisée mécaniquement pour assurer le rechargement et la répétition du tir. Mais un recul important n'est pas désirable sur une arme à feu, car il fatigue le tireur, use l'arme et déporte le canon (il est donc nécessaire de viser à nouveau pour tirer un second coup). Le recul des armes légères provoque généralement un relèvement du canon car celui-ci est le plus souvent situé au-dessus de la poignée ou de la crosse qui permettent de tenir et de pointer l'arme. Ce désaxement crée un porte-à-faux lors du tir qui nuit à la précision d'un second tir s'il est automatique, et rend plus lente une nouvelle visée quand le tir est semi-automatique.
Sur une arme légère, la violence du recul, éventuellement associée au bruit et à la flamme de la détonation peuvent rendre l'arme inconfortable à tirer. Dès lors les tireurs les moins expérimentés éprouvent une appréhension du recul au moment de presser la détente. Cette appréhension provoque une crispation qui nuit à la précision du tir.

## Exemple de calcul de l'action de recul
À titre d'exemple, prenons (données simplifiées d'un fusil de type Mauser M98) :
- Un fusil de masse : {\displaystyle 4} kg ;
- tirant une balle de : {\displaystyle 8} g soit {\displaystyle 8\cdot 10^{-3}} kg ;
- à une vitesse en sortie de canon {\displaystyle v_{\rm {balle}}=800} m s−1;
- avec un canon de longueur {\displaystyle l=600} mm = {\displaystyle 0,600} m.

Le recul subi par le tireur est lié à la quantité de mouvement communiquée simultanément à la balle et au fusil du fait de l'explosion de la charge propulsive. 
Dans le cas considéré, pour une balle de 8 g projetée à 800 m s−1, le fusil de 4 kg sera projeté dans le sens opposé à une vitesse d'environ 1,65 m s−1. Démontrons ce résultat.
La balle sera propulsée de {\displaystyle v_{0}=0} à  {\displaystyle v_{\rm {balle}}=800} m s−1 dans le canon. En supposant que la balle subit une accélération {\displaystyle a}uniforme, on a alors :  
- {\displaystyle a(t)=a_{0}}
- {\displaystyle v(t)=a_{0}\,t+v_{0}}
- {\textstyle x(t)={\frac {1}{2}}\,(a_{0}\,t+v_{0})\,t+x_{0}}

Application numérique :
- À l'aide de la dernière équation (équation de mouvement) on détermine le temps pendant lequel la balle est accélérée :

{\displaystyle t_{\rm {ac}}={\frac {l}{{\frac {1}{2}}\,v_{\rm {balle}}}}\quad \Longrightarrow \quad t_{\rm {ac}}={\frac {0,600}{{\frac {1}{2}}\times 800}}=0,0015{\text{ s}}}
- La deuxième équation permet de déterminer l'accélération subie par la balle :

{\displaystyle a_{\rm {balle}}={\frac {v_{\rm {balle}}}{t_{\rm {ac}}}}\quad \Longrightarrow \quad a_{\rm {balle}}={\frac {800}{1,5\cdot 10^{-3}}}\approx 533\cdot 10^{3}{\text{ m.s}}^{-2}}
La balle subit une accélération d'environ 54 300 g, ce qui correspond à une force F = 4340 N appliquée pendant 1,5 ms. Cette force s'applique simultanément sur la balle (tant qu'elle est dans le canon) et sur la culasse de l'arme.
Sous l'effet de cette force, le fusil va reculer. On aura alors pour le fusil : 
- {\displaystyle a_{\rm {fusil}}={\frac {F}{m_{\rm {fusil}}}}} (PFD) soit {\displaystyle a_{\rm {fusil}}={\frac {4\,340}{4}}\approx 1\,100{\text{ m.s}}^{-2}};
- cette accélération s'exerce pendant un temps 1,5 ms ;
- {\displaystyle v_{\rm {fusil}}=a_{\rm {fusil}}\cdot t_{\rm {ac}}} soit {\displaystyle v_{\rm {fusil}}=1\,100\times 1,5\cdot 10^{-3}=1,65{\text{ m.s}}^{-1}}.

On remarque donc que la vitesse de recul du fusil est très faible devant la vitesse de la balle.

L'énergie cinétique de la balle {\textstyle E_{c,{\rm {balle}}}={\frac {1}{2}}\,m_{\rm {balle}}\,v_{\rm {balle}}^{2}} sera alors d'environ 2 600 J {\textstyle \left({\frac {1}{2}}\times 8\cdot 10^{-3}\times 800^{2}\right)}. L'énergie cinétique du fusil {\textstyle E_{c,{\rm {fusil}}}={\frac {1}{2}}\,m_{\rm {fusil}}\,v_{\rm {fusil}}^{2}} sera quant à elle d'environ 5 J {\textstyle \left({\frac {1}{2}}\times 4\times 1,65^{2}\right)}.
Ainsi, l'énergie du recul de l'arme est donc bien plus faible que l'énergie de la balle.

## Compensation ou atténuation du recul
Les armes modernes comportent plusieurs systèmes d'atténuation du recul : 
- Les armes dont le mécanisme est actionné par « emprunt de gaz » permettent de ralentir l'action de la culasse des armes légères, et le recul n'est pas, à proprement parler, réduit mais il s'applique sur une période de temps plus longue, ce qui le rend moins brutal.
- D'autres dispositifs, comme les amortisseurs en caoutchouc sur la crosse d'une arme d'épaule, permettent également l'amortissement du recul.
- De nombreux fusils d'assaut comportent une crosse située dans l'alignement du canon afin de réduire le porte à faux et donc le relèvement, même si le recul est identique. Ils sont alors équipés d'un guidon destiné à relever les organes de visée au niveau des yeux du tireur.
- Pour les armes à rechargement automatique, le mouvement de la culasse et dans certains cas du canon peuvent être mis à profit pour réduire le recul. Ceux-ci peuvent être maintenus en arrière avant le tir. Lorsque la détente est pressée, ils sont libérés vers l'avant sous l'effet du ressort récupérateur. Ils déclenchent le tir en bout de course et la force de recul générée par la munition qui s'applique alors à cette masse mobile pour la freiner avant de la renvoyer en arrière ne s'applique plus au tireur ou à l'affût.
- Pour certaines armes nouvelle-génération telles que le KRISS Vector, un mécanisme interne permet de dévier le recul traditionnellement dirigé vers l'arrière, afin qu'il soit dirigé vers le bas dans l'axe de la poignée. Ceci permet de limiter le phénomène de relèvement du canon et l'application du recul uniquement vers l'arrière dans l'épaule du tireur. Ainsi, le tireur dispose d'une position plus stable et d'une précision constante en rafale.

Pour les armes légères ce principe est employé sur les armes tirant à culasse ouverte. Ce système présente néanmoins l'inconvénient de changer le centre de gravité de l'arme avant le tir et nuit à la précision. On le trouve également employé sur des armes lourdes dont l'affût permet de contrer cet inconvénient.
Le frein de bouche est un autre dispositif utilisé en artillerie et sur les fusils de précision de gros calibre : la récupération des gaz à la sortie du canon, afin de le renvoyer à l'arrière de celui-ci, tend à propulser l'arme vers l'avant et, ainsi, s'opposer au recul. Il ne faut pas confondre le frein de bouche avec le cache-flamme que l'on trouve sur de nombreuses armes légères militaires qui sont destinées à disperser la flamme à la bouche pour améliorer le confort du tireur et surtout le rendre moins repérable, mais qui n'a pas d'effet sur le recul. Selon sa fabrication, un cache-flamme peut cependant cumuler les effets d'un frein de bouche et d'un simple cache-flamme. Les armes de poing sont parfois équipées d'un autre dispositif : le compensateur de relèvement, dispositif équivalent dirigeant une partie des gaz vers le haut afin de compenser le relèvement de l'arme.